# Khwaju Kermani

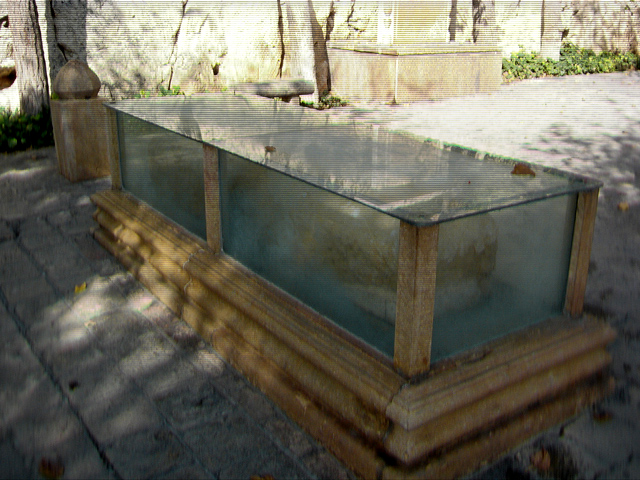
Khwaju Kermanis grav innanför skyddande glas i Shiraz i Iran.

Khwaju Kermani, född 1280 i staden Kerman i östra Persien, död 1352, persisk poet och sufisk mystiker. Kermanis dikter finns bevarade i hans Divan. Han är särskilt omtyckt för sina ghazaldikter. Han var samtida med den mer berömde poeten Hafiz och hans grav är belägen i Shiraz.